# Polichnitos
Polichnitos (en griego: Πολίχνιτος) es una ciudad y un antiguo municipio de la isla de Lesbos, en el Egeo Septentrional, Grecia. Desde la reforma de gobiernos locales de 2011, es parte de la municipalidad de Lesbos, de la cual es una unidad municipal. Contaba con la población de 4,234 en 2001. La unidad municipal se encuentra en el centro de la costa sur de la isla, junto al lado sur de la Bahía de Kalloni. Su cabecera municipal se encuentra en la ciudad de Polichnitos (2,102 hab.). Las ciudades más grandes son Vrísa (617), Vasiliká (400), y Lisvóri (408).